# Symplocos rigidissima
Symplocos rigidissima är en tvåhjärtbladig växtart som beskrevs av August Brand. Symplocos rigidissima ingår i släktet Symplocos och familjen Symplocaceae. Inga underarter finns listade i Catalogue of Life.